# 客属八邑福德祠
客属八邑福德祠（英語：Fook Tet Soo Hakka Temple），是一间位于新加坡中區市中心的客家道教古庙，因在还没移山填海发展商港之前庙址靠海而俗称望海大伯公庙。

## 历史
负责管理庙宇的两个客家会馆（应和会馆和丰永大公会）的资料显示，福德祠现今的所在地自清嘉庆廿四年（1819年）以来就有一座大伯公庙，这表示该庙很可能是新加坡最古老的大伯公庙。过去，当地的渔夫会在出海打鱼前前往福德祠求平安，而新移民也会到此祈求自己在新加坡能够平安、成功。虽庙宇由客家人创立，但古庙向来都受各籍贯香客的欢迎。
道光廿四年（1844年），客属八邑福德祠的主体建筑建成。
咸丰十一年（1860年），应和会馆（前身应和公司），丰永大公会（前身丰永大公司）与族人资助庙宇重修，庙宇此时由两会馆共同管理。
光绪三年（1877年），福德祠获得其所在地的地契。
光绪三十四年（1908年），两会馆增设寺庙建筑的左翼。
1970年，为修复二战对寺庙造成的破坏和多年来的磨损，福德祠再次进行了大修。
1982年，庙宇土地被政府征用，时任福德祠总理曾德铨向政府上诉陈情，经过协调后政府承诺非在不得已下将不拆除庙宇，庙宇现以临时租用条约按月付租金。
2006年1月，面对可能即将被拆除的威胁，福德祠以8300新元赞助考古工作，以研究古庙与其他社群之间的关系和生活方式，争取被列为国家古迹。考古队发现了1000多件文物，包括一些19世纪和20世纪初期的陶瓷和玻璃器皿，以及一些日军和英殖民者遗留的二战时期的文物。

## 建筑
福德祠的建筑特色与中国南方的潮州建筑非常相似。寺庙主祠福德祠及辅祠同德宫两座并立组成，两者之间隔一火巷；其整体是个两进两廊一护室的主祠加一座也是两进两廊的辅祠。主祠首进是三开间的门厅或拜殿，门楼肚只开一门，符合大伯公的神格位阶。门额书“福德祠”左右们联“福流粤海，德被南邦”。拜殿之后左右两廊连通道正殿，围合中央天井。这种两殿布置类似于中国潮州地区的四合院院落建筑模式（在潮州称“四点金”），可以看出当年潮州工匠很可能参与了这间客家寺庙的建造。

## 文物
福德祠内有多件文物，最古老的是一块清道光廿四年（1844年）的铜制云版，庙里也藏有同治四年（1865年）的《永沾伯佑》匾额、光绪八年（1882年）的《求则得之》匾额、光绪廿九年（1903年）的《福荫群生》匾额和一口光绪三十四年（1909年）的古钟。

## 神明
主神：大伯公
众神/佛：地藏菩萨、当年太岁、张公圣君 (法主公)、玄天上帝、齐天大圣、莲花三太子哪吒、财神爷、观音、文关帝、武关帝、太上老君、虎爷、土地公、大二爷伯、孝子公、四面佛

## 祭祀慶典
主要祭典：
大伯公千秋：二月初二
太上老君下降度人：七月初一